# Хоракаси
Хорака́си (рос. Хоракасы, чув. Хуракасси) — виселок у Чувашії Російської Федерації, у складі Сятракасинського сільського поселення Моргауського району.
Населення — 87 осіб (2010; 96 в 2002, 111 в 1979; 98 в 1939, 91 в 1926, 60 в 1906, 496 в 1858). Національний склад — чуваші, росіяни.

## Історія
Історичні назви — Виселок Хоракаси, Хорокаси. Утворився як виселок присілку Кашмаші. До 1866 року селяни мали статус державних, займались землеробством, тваринництвом, ковальством, виробництвом взуття. До 1920 року виселок перебував у складі Акрамовської волості Козьмодемьянського, а до 1927 року — у складі Чебоксарського повіту. 1927 року виселок переданий до складу Татаркасинського, 1939 року — до складу Сундирського, 1944 року — до складу Моргауського, 1959 року — повернуто до складу Сундирського, 1962 року — до складу Чебоксарського, 1964 року — повернутий до складу Моргауського району. У період 1939-1947 років виселок був розділений на 2 частини: Хоракаси 1 частина та Хоракаси 2 частина.

## Господарство
У висілку діє магазин.